# Walter Lukan
Walter Lukan, slovenski in avstrijski zgodovinar, * 18. marec 1943, Beljak.

## Življenje in delo
Po maturi na učiteljišču v Celovcu je poučeval na dvojezičnih osnovnih šolah na Koroškem in potem študiral zgodovino in germanistiko na Humanistični fakulteti Univerze na Dunaju. Leta 1984 je doktoriral.
Od leta 1971 jer bil zaposlen na Avstrijskem inštitutu za vzhodno in jugovzhodno Evropo. Od leta 1981 do leta 2006 je bil glavni urednik inštitutske znanstvene revije Österreichische Osthefte ter urednik, izdajatelj in soavtor 11 tematskih zbornikov te revije.
Od leta 1991 do leta 2000 je bil zunanji univerzitetni učitelj za novejšo zgodovino na Inštitutu za raziskovanje vzhodne in jugovzhodne Evrope na Humanistični fakulteti dunajske univerze. Leta 1995 je začel predavati na Oddelku za zgodovino Filozofske fakultete Univerze v Ljubljani, predaval je tudi na Pedagoški fakulteti Univerze v Mariboru. Leta 1997 je bil izvoljen za docenta za slovensko zgodovino 19. stoletja na Filozofski fakulteti Univerze v Ljubljani, leta 2002 za izrednega in leta 2008 za rednega profesorja za novejšo slovensko zgodovino in novejšo zgodovino jugovzhodne Evrope. Od leta 1999/2000 do upokojitve 2009 je bil zaposlen na Oddelku za zgodovino ljubljanske Filozofske fakultete.
Raziskuje predvsem slovensko in južnoslovansko zgodovino 19. in 20. stoletja, posebno še delovanje Janeza Evangelista Kreka in Jerneja Kopitarja, slovensko- avstrijske kulturne povezave,  politični katolicizem, nacionalne stereotipe , vprašanja iz 1. svetovne vojne ter zgodovino razglednic.

## Izbrana bibliografija
- Walter Lukan, Max D. Peyfuss in Hans Weigel, Jeder Schuß ein Russ', jeder Stoß ein Franzos' : Literarische und graphische Kriegspropaganda in Deutschland und Österreich 1914-1918. Wien, 1983;
- Walter Lukan, »Die christlichsoziale Arbeiterorganisation bei den Slowenen«. Österreichische Osthefte 31 (1989), 170-199;
- Bartholomäus (Jernej) Kopitar : neue Studien und Materialien anlässlich seines 150. Todestages. Ur. Walter Lukan. Wien, 1994;
- Walter Lukan, »Bartholomäus Kopitars 'Bibliothekarischer Bericht' - ein Dokument des Austroslawismus und die Probleme seiner Veröffentlichung«. Österreichische Osthefte 37 (1995), 147-194;
- Walter Lukan, »´Le čevlje sodi naj Kopitar!´ - in Penzelnovega Horacija!«. V Melikov zbornik. Ljubljana, 2001, 431-440;
- Walter Lukan, »Die nationalpolitischen Positionen der Kroaten, Serben und Slowenen in der Verfassungsdiskusion 1848-49 im Kaisertum Österreich«. V Verfassungswandel um 1848 im europäischen Vergleich ur. Martin Kirsch in Pierangelo Schiera. Berlin, 2001, 389-405;
- Walter Lukan, »Zgodovinopisje o prvi svetovni vojni«. V Velika vojna in Slovenci, ur. Peter Vodopivec in Katja Kleindienst. Ljubljana, 2005.
- Walter Lukan, »Die slowenische Politik und Kaiser Karl«. V Karl I. (IV.), der Erste Weltkrieg und das Ende der Donaumonarchie, ur. Andreas Gottsmann. Wien, 2007. Str. 159-186. ISBN 978-3-7001-3929-4.
- Walter Lukan, "Habsburška monarhija in Slovenci v prvi svetovni vojni", Zgodovinski časopis 62 (2008), s. 91-149.
- Walter Lukan, Iz "črnožolte kletke narodov" v "zlato svobodo" : Habsburška monarhija in Slovenci v prvi svetovni vojni (Ljubljana, 2014)